# Erich Weinert
Erich Weinert (Maagdenburg, 4 augustus 1890 – Berlijn, 20 april 1953) was een Duits schrijver en voorzitter van het antifascistische Nationalkomitee Freies Deutschland (NKFD).

## Biografie
Erich Weinert werd geboren in een middenklasse gezin, zijn vader was ingenieur. Na een opleiding als machinebouwer (1905-1908) studeerde hij aan de Koninklijke Technische Hogeschool van Berlijn (1910-1912). Hij nam als dienstplichtig militair deel aan de Eerste Wereldoorlog. Na de oorlog was hij als beroepskunstenaar, graficus en illustrator actief. Na 1921 dichter en schrijver van o.a. satirische werken. Hij was vooral werkzaam voor de linkse pers. In 1929 sloot Weinert zich aan bij de Communistische Partij van Duitsland (KPD). 
In 1933 emigreerde hij naar Frankrijk en in 1935 naar de Sovjet-Unie. Hij vocht tijdens de Spaanse Burgeroorlog (1936-1939) aan de zijde van de Internationale Brigades. In 1939 werd hij in Frankrijk geïnterneerd maar hij kon daarna terug naar de Sovjet-Unie. Hij was daar werkzaam in diverse archieven. Tijdens de Slag om Stalingrad probeerde hij als propagandaleider de Duitse militairen te overtuigen over te lopen naar het Rode Leger.  
Op 12 en 13 juli 1943 was hij medeoprichter van het Nationalkomitee Freies Deutschlands (NKFD), een antifascistische organisatie van Duitse krijgsgevangen in de Sovjet-Unie en aldaar verblijvende Duitse antifascisten. Hij werd eveneens tot voorzitter van het NKFD gekozen wat hij tot aan het einde van de Tweede Wereldoorlog bleef.
Na de Tweede Wereldoorlog leefde hij in de DDR waar hij voorzitter was van de hoofdafdeling Duitse Literatuur en Kunst, vicevoorzitter van het Centraal Verband voor Volksvorming en lid was van Schrijversbond. In februari 1953 werd hij lid van het Comité voor Antifascistische Verzetsstrijders.
Weinart overleed op maandag 20 april 1953.